# Aphra Behn
Aphra Behn (Kent, 10 de julho de 1640 – Londres 16 de abril de 1689) foi uma poeta, dramaturga, tradutora e escritora inglesa. 
Como uma das primeiras mulheres inglesas a ganhar a vida com a sua escrita, Behn quebrou barreiras culturais e serviu de modelo literário para gerações posteriores de mulheres escritoras. Passando da obscuridade, ela chegou ao conhecimento de Charles II, que a empregou como espiã em Antuérpia. 
Após o seu regresso a Londres e uma provável breve estadia em uma prisão civil, ela começou a escrever para o palco. Behn pertencia a um círculo de poetas e libertinos famosos, como John Wilmot, Lord Rochester. Ela escreveu sob o pseudônimo de Astrea. Durante os tempos políticos turbulentos da crise de Exclusão, escreveu um epílogo e prólogo que lhe trouxe problemas legais; posteriormente dedicou a maior parte da sua escrita a gêneros de prosa e traduções. Acérrima defensora da linhagem Stuart, recusou um convite do Bispo Burnet para escrever um poema de boas-vindas ao novo rei William III. Faleceu passado pouco tempo.
Agora Behn é famosamente lembrada em Um Teto Todo Seu de Virginia Woolf:
| “ | Todas as mulheres juntas deveriam deixar cair flores sobre o túmulo de Aphra Behn, pois foi ela quem lhes conquistou o direito de dizer o que pensam". | ” |

A sua sepultura, na Abadia de Westminster, não está incluída no Canto dos Poetas, e situa-se no Claustro Oriente, perto das entradas para a igreja.

## Biografia

### Primeiros anos

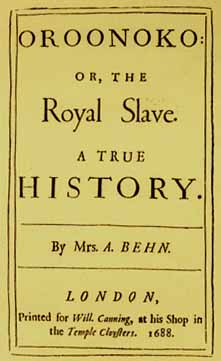
Página título da primeira edição de Oroonoko (1688)

A informação sobre vida de Aphra é escassa, especialmente quanto aos seus primeiros anos. Isto pode ser devido ao obscurecimento intencional por parte de Behn. Uma versão da sua vida diz que ela era filha de um barbeiro chamado John Amis e sua esposa Amy. Outra história diz que Aphra nasceu de um casal chamado Cooper. The Histories And Novels of the Late Ingenious Mrs. Behn (1696) afirma que Behn é filha de Bartholomew Johnson, um barbeiro, e Elizabeth Denham, uma ama de leite. O coronel Thomas Colepeper, a única pessoa que afirmou tê-la conhecido em criança, escreveu em Adversaria que ela nasceu em "Sturry ou Canterbury" filha de um Sr. Johnson e que tinha uma irmã chamada Frances. Outro contemporâneo, Anne Finch, escreveu que Behn nasceu em Wye, em Kent, a "filha de um barbeiro". Em algumas contas o perfil de seu pai se encaixa em Eaffrey Johnson.
Behn nasceu durante a preparação para a Guerra Civil Inglesa, uma das tensões políticas da época. Uma versão da história de Behn afirma que ela viajou com Bartholomew Johnson para o Suriname. Diz-se que ele morreu na viagem, e que a sua esposa e crianças passaram alguns meses no país, embora não haja nenhuma prova disso. Durante esta viagem, Behn disse que conheceu um líder escravo africano, cuja história serviu de base para uma de suas obras mais famosas, Oroonoko. É possível que ela tenha agido como uma espiã na colônia. Há pouca evidência verificável para confirmar qualquer história. Em Oroonoko, Behn tem o papel de narradora e o seu primeiro biógrafo aceita o pressuposto de que Behn era filha do tenente-general do Suriname, como na história. Há pouca evidência de que este seja o caso, e nenhum de seus contemporâneos lhe reconhece qualquer estatuto aristocrático. Também não há evidência de que Oroonoko existiu como uma pessoa real ou que tal revolta de escravos, como é destaque na história, realmente aconteceu.
A escritora Germaine Greer chamou Behn de "uma palimpsesta, ela arranhou-se para fora", e a biógrafa Janet Todd observou que Behn, "tem uma combinação letal de obscuridade, sigilo e teatral o que faz dela um ajuste desconfortável para qualquer narrativa, especulativo ou factual. Ela não é tanto uma mulher para ser desmascarada como uma combinação infinita de máscaras". É notável que o seu nome não é mencionado nos registros fiscais ou da igreja. Durante sua vida, ela também foi conhecida como Ann Behn, Sra Bean, agente 160 e Astrea.

### Carreira

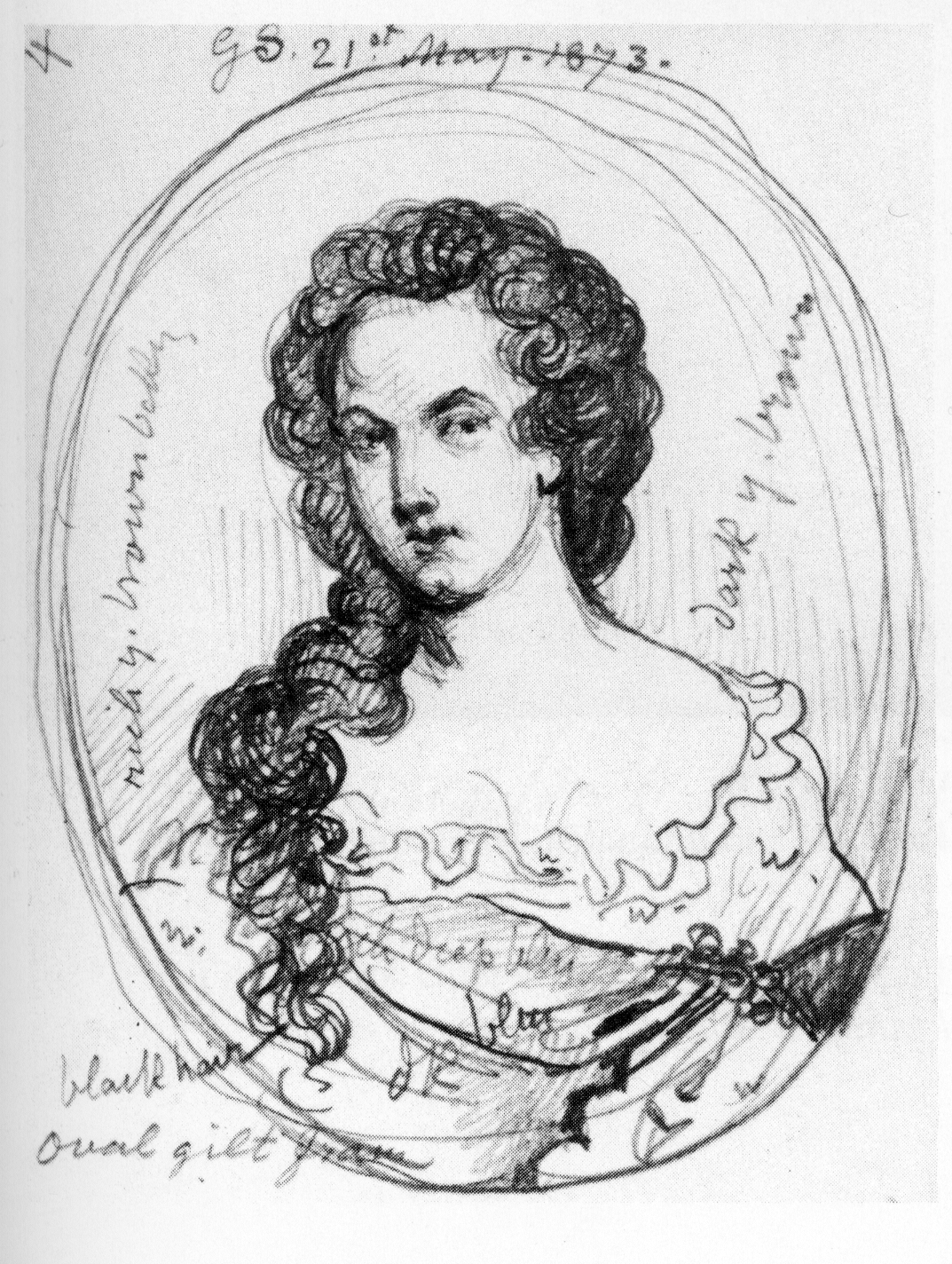
Um esboço de Aphra Behn por George Scharf de um retrato que acreditar estar perdido (1873)

Pouco depois de seu suposto retorno à Inglaterra do Suriname em 1664, Behn pode ter casado com Johan Behn (também escrito como Johann e John Behn). Ele pode ter sido um comerciante de origem alemã ou holandesa, possivelmente a partir de Hamburgo. Ele morreu ou o casal se separou logo após 1664, no entanto, a partir deste ponto a escritora usou o apelido de "Sra. Behn" como seu nome profissional.
Behn pode ter tido uma educação católica. Certa vez, comentou que foi "projetada para ser uma freira," e o fato de que teve tantas conexões católicas, como Henry Neville, que mais tarde foi preso pelo seu catolicismo, teria despertado suspeitas durante o fervor anticatólico da década de 1680. Ela era uma monárquica, e a sua simpatia pelos Stuarts, e particularmente para o católico Duque de York pode ser demonstrada pela sua dedicação em sua peça The Rover II, depois de ele ter sido exilado pela segunda vez. Behn foi dedicada à restauração do rei Charles II. Como os partidos políticos surgiram durante este tempo, Behn se tornou apoiante dos Tory.
Em 1666, Behn tinha tornando-se ligada ao tribunal, possivelmente através da influência de Thomas Culpepper e outros associados. A Segunda Guerra Anglo-Holandesa irrompera entre a Inglaterra e os Países Baixos em 1665, e ela foi recrutada como espiã política em Antuérpia em nome do rei Charles II, possivelmente sob os auspícios do cortesão Thomas Killigrew. Este é o primeiro relato bem documentado que temos de suas atividades. Seu codinome pode ter sido Astrea, um nome sob o qual mais tarde ela publicou muitos dos seus escritos. Seu papel principal foi estabelecer uma intimidade com William Scot, filho de Thomas Scot, um regicida que tinha sido executado em 1660. Scot foi acreditado para estar pronto para se tornar um espião ao serviço inglês e informar sobre os feitos dos exilados ingleses que estavam conspirando contra o rei. Behn chegou em Bruges em julho de 1666, provavelmente com outros dois, como Londres foi sacudida com a peste e fogo. O trabalho de Behn era transformar Scot em um agente duplo, mas há evidências de que Scot a traiu para os holandeses.

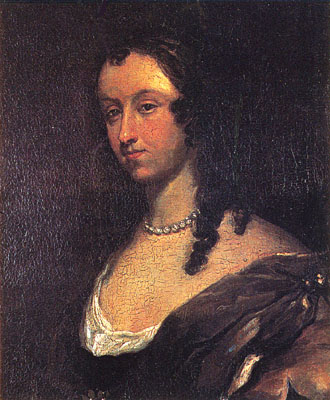
Aphra Behn, retrato de Mary Beale.

As façanhas de Behn não eram rentáveis no entanto; o custo de vida a surpreendeu, e ela não estava preparada. Um mês após a chegada, ela penhorou suas jóias. O Rei Charles era lento no pagamento (se ele pagou a todos), seja por seus serviços ou para as suas despesas, enquanto no exterior. O dinheiro tinha de ser emprestado para que Behn pudesse voltar para Londres, onde petições durante um ano para o rei Charles pagar não foram bem sucedidas. Pode ser que ela nunca tenha sido paga pela coroa. Um mandado foi emitido para a sua prisão, mas não há nenhuma evidência de que tenha sido executado ou que ela tenha ido para a prisão por sua dívida, embora documentos apócrifos muitas vezes tenham sido parte de sua história.
Forçada por dívidas e pela morte do marido, Behn começou a trabalhar para a  King's Company e Duke's Company como escritora. Aphra Behn já tinha escrito poesia. Os teatros que tinham sido fechados por Cromwell foram agora reabertos por Charles II, e as peças desfrutaram de um renascimento. Sua primeira peça, The Forc’d Marriage, foi encenada em 1670, seguida por The Amorous Prince (1671). A sua terceira peça, The Dutch Lover, fracassou e Behn saiu do interesse público por três anos. Especula-se que foi viajar de novo, possivelmente, como uma espiã. A sua escrita gradualmente deslocou-se para obras em quadrinhos, que se mostraram melhor sucedidas comercialmente. Seus trabalhos mais populares incluem The Rover e Love-Letters Between a Nobleman and His Sister (1684-1687).
Aphra Behn se tornou amiga de escritores notáveis do seu tempo, incluindo John Dryden, Elizabeth Barry, John Hoyle, Thomas Otway e Edward Ravenscroft e foi reconhecida como parte do círculo do Conde de Rochester. Behn frequentemente usava seus escritos para atacar o partido Whigs afirmando: "Em espírito públicas chamado de bom o Commonwealth ... Então por caminhos diferentes a febre passa ... em todos é esta mesma coisa louca, doença." Esta foi a reprovação de Behn ao Parlamento, que tinha negado os fundos rei.

### Anos finais
Em 1688, no ano antes de sua morte, ela publicou A Discovery of New Worlds, uma tradução de uma popular edição francesa de astronomia, Entretiens sur la pluralité des mondes, por Bernard le Bovier de Fontenelle, escrito como um romance de uma forma semelhante ao seu próprio trabalho, mas com prefácio novo, orientado religiosamente.
Em tudo o que ela iria escrevar (19 peças), contribuiu para tornar-se uma das primeiras e prolíficas escritoras de perfil dramatúrgico, do sexo feminino na Grã-Bretanha. Durante os anos 1670 e 1680, ela foi uma dos dramaturgas mais produtivas na Grã-Bretanha, perdendo apenas para Poet Laureate John Dryden.
Nos últimos quatro anos, a saúde de Behn começou a cair, assolada pela pobreza e pelas dívidas, mas continuou a escrever com persistência. Em seus últimos dias, ela escreveu a tradução do último livro de Six Books of Plants de Abraham Cowley. Ela morreu em 16 de Abril 1689, e foi enterrada no Claustro Oriental da Abadia de Westminster. A inscrição na sua lápide diz: "Aqui jaz uma prova de que Wit nunca pode ser defesa suficiente contra a mortalidade." Ela foi citada como afirmando que tinha levado a "vida dedicada ao prazer e à poesia."
Behn foi ridicularizada pelas suas obras obscenas e por escrever em um "estilo masculino", mas também teve apoio generalizado. Autores como Dryden, Thomas Otway, Nahum Tate, Jacob Tonson, Nathaniel Lee e Thomas Creech elogiaram seu trabalho.